# Deinias (Maler)
Deinias (altgriechisch Δεινίας) war ein antiker griechischer Maler, der wahrscheinlich im 7. Jahrhundert v. Chr. tätig war.
Deinias ist einzig aufgrund einer Erwähnung bei Plinius dem Älteren bekannt. Dort wird er neben Charmadas und Hygiaion als einer der ältesten griechischen Maler genannt, die nur monochrom (einfarbig) malten (monochromatis fingere).